# Сражение при Касселе (1677)

Третье сражение при Касселе (фр. troisième bataille de Cassel) — битва между французской и голландской армиями около фламандского города Кассель в 1677 году в ходе Голландской войны.

## Предыстория
Филипп I Орлеанский, брат Людовика XIV, получил под своё командование французские войска во Фландрии. Его армия взяла город Камбре, а затем 3 апреля осадила Сент-Омер. Некоторое время спустя герцог получил известие, что Вильгельм III Оранский следует из Ипра на помощь Сент-Омеру. Оставив часть войск для продолжения осады, герцог Орлеанский выдвинулся навстречу врагу.

## Битва
10 апреля две армии выстроились к западу от Касселя и были разделены лишь небольшим ручьем. В этот день французские части были усилены ещё девятью батальонами. Утром следующего дня Вильгельм Оранский послал войска через реку Пене и занял аббатство Пене. Монастырь был после тяжелых боев отбит французами.
Герцог Орлеанский выстроил свою армию в боевой порядок. Правое крыло состояло из восемнадцати эскадронов кавалерии и находилось под командованием маршала Юмьера. В середине стояла пехота. Шесть полков были в первой линии, ещё три полка — во второй. Позади пехоты стояли три полка драгун и четыре пехотных батальона в запасе. Центром руководил сам герцог Орлеанский. Левое крыло состояло из двадцати эскадронов кавалерии. Им командовал маршал Люксембург.
Вильгельм Оранский также поставил пехоту в центр, а фланги были сформированы из кавалерии. Граф Хорн командовал правым крылом, левое находилось под командованием принца Нассау. Центром командовал сам Вильгельм при поддержке генерала Фридриха Вальдека.
После того, как французы взяли аббатство Пене, Вильгельм Оранский перенес свой штаб с левого крыла к правому, поскольку он ожидал главный удар противника именно там. После предварительного артиллерийского огня герцог Орлеанский поручил маршалу де Юмьеру начать атаку. Нападение было успешным. В конечном счете принц Нассау был вынужден отступить. На левом фланге французы начали серьезно теснить врага. Ослабление флангов заставило Вильгельма Оранского дать приказ об отступлении.

## Последствия
Голландцы потерпели жестокое поражение. Около 8000 человек были убиты или ранены, а 3000 взяты в плен. Множество пушек, знамён, весь лагерь попал в руки французов. Французские потери также были значительными. Прямым результатом сражения был захват французами города Сент-Омера.
Герцог Орлеанский показал себя в этой битве искусным командиром. Однако Людовик XIV завидовал успехам брата, и это было, вероятно, главной причиной, почему герцог больше никогда не командовал армией.